# Angiopolybia obidensis
Angiopolybia obidensis är en getingart som först beskrevs av Adolpho Ducke 1904.  Angiopolybia obidensis ingår i släktet Angiopolybia och familjen getingar. Inga underarter finns listade i Catalogue of Life.